# Vasco Errani
Pour les articles homonymes, voir Errani.
Vasco Errani, né le 17 mai 1955 à Massa Lombarda, est une personnalité politique italienne, membre du Parti démocrate.

## Biographie
Vasco Errani préside la région d'Émilie-Romagne de 1999 à 2014.
En 2012, il est chargé de la reconstruction après le séisme en Émilie-Romagne. Il est à nouveau renommé à cette fonction de commissaire spécial en 2016 après le tremblement de terre en Italie centrale.